# Moretto fiumano

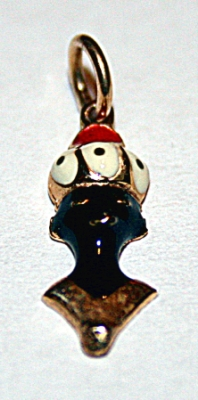
Un ciondolo con il tipico Moretto fiumano (Morčić)

Il moretto fiumano (in croato: morčić) è un gioiello tipico della città di Fiume.
L'effige della testa di moro con il turbante, che decora principalmente orecchini e ciondoli, ma anche spille, anelli e fermacravatte, costituisce uno dei simboli più riconoscibili di Fiume, della regione del Quarnero e della costa dalmata. Oltre ai suoi scopi estetici, decorativi e di portafortuna, questo insolito gioiello è anche un tipico segno di identità ed appartenenza alla città di Fiume.

## Leggende sull'origine
Sull'origine di questo insolito gioiello di Fiume sono nate diverse leggende.
La prima leggenda tramanda che, durante l'invasione mongola dell'Europa, i tartari giunsero a Sebenico nel 1242 e in seguito al lago di Grobnico a pochi chilometri da Fiume. I cittadini fiumani invocarono l'aiuto di Dio, che fece cadere dal cielo grosse pietre che prosciugarono il lago e seppellirono gli assedianti, lasciandone fuori solo le teste.
Un'altra leggenda risale alla Lunga Guerra, quando i turchi arrivarono sulla piana di Grobnico nel 1601. La popolazione era terrorizzata per le notizie giunte da Segna e Perušić sulle sanguinose incursioni turche che rapinavano ed incendiavano tutto. Tutti gli uomini salirono sulla torre di vedetta, mentre donne e bambini si rifugiarono pregando per la salvezza. Dopo molti giorni di assedio, una freccia scoccata dal nobile Zrinski venne divinamente guidata, colpendo il pascià turco. Alla vista del loro comandante morto, i turchi fuggirono ma furono sopraffatti da grandi pietre che caddero dal cielo e li seppellirono: di loro rimasero solo i turbanti bianchi abbandonati sul campo di battaglia. In memoria di questa vittoria, i soldati di Fiume regalarono alle proprie mogli gli orecchini a forma di moretto.
L'ultima leggenda racconta di una contessa italiana che viveva a Sabbioncello ed aveva una serva nera a cui era molto affezionata: dopo averle concesso la libertà, le regalò orecchini a forma di moretto.

## Tradizione

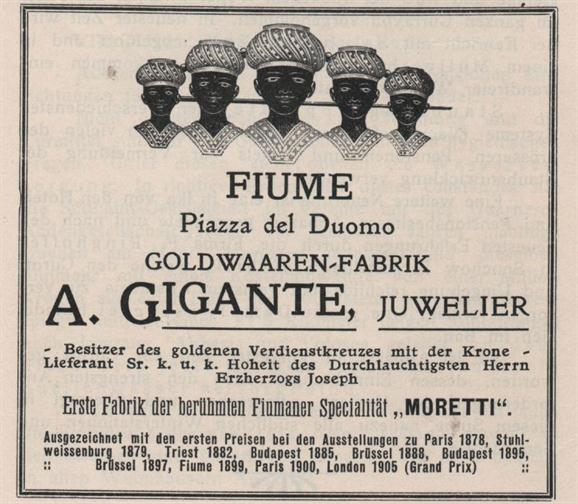
Pubblicità della gioielleria di Agostino Gigante (inizi del XX secolo)

Con il termine "moretto" ci si riferisce generalmente ad un tipo di orecchino antropomorfo, costituito dalla rappresentazione di una testa di una persona di pelle nera scura e un turbante bianco. Il busto o la testa di moro col turbante può essere inclusa anche in altri gioielli, come spille, anelli o altre decorazioni.
La creazione del moretto venne fortemente influenzata dalla moda veneziana, che nel XVII e XVIII secolo era molto ispirata dalla cultura orientale e dall'uso di spezie, profumi, tessuti, abiti e gioielli provenienti dall'Oriente. I nobili della Serenissima iniziarono a servirsi di servitori neri vestiti con ricchi abiti orientali. Ciò portò molti orafi veneziani a creare spille decorative a forma di moro con il turbante e il busto dorato, riccamente decorato con pietre preziose, denominati moretti veneziani. Allo stesso tempo, a Fiume apparvero i primi moretti fiumani, imitazione povera dell'originale moretto veneziano.
A causa delle minori risorse finanziarie della popolazione locale, i maestri orafi di Fiume svilupparono la più economica tecnica dello smalto, utilizzato per il nero del viso e il bianco del turbante. Lo smalto è costituito da polvere di vetro che, fusa alla temperatura di 650-850 °C, si lega alla parte metallica dell'orecchino.

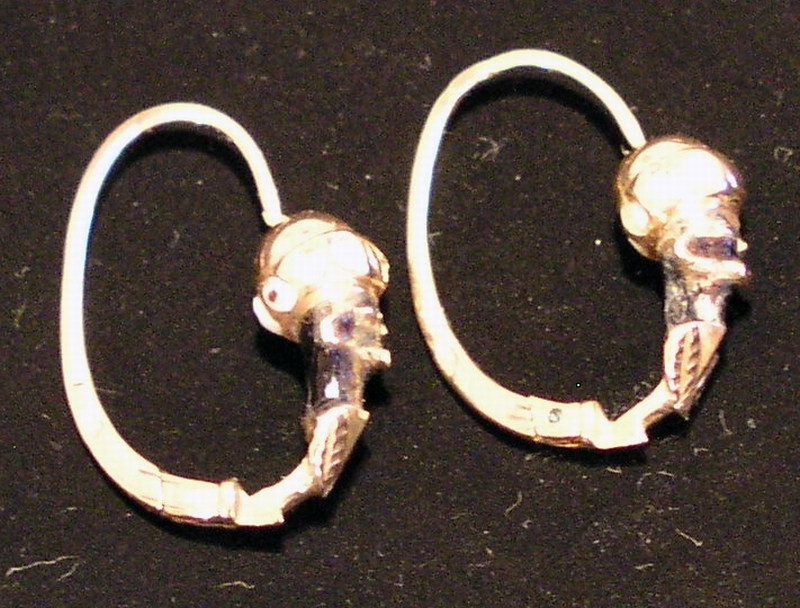
Orecchini

Grazie alla lavorazione fine e al prezzo ragionevole, il moretto divenne ben presto un pezzo tradizionale della gioielleria delle donne di Fiume, anche del ceto popolare, e divenne di fatto un aspetto distintivo e unico. Oltre alle fiumane, il moretto viene portato anche dalle donne di Grobnico, Castua, Valdivino, del Gorski Kotar, fino alle isole Quarnerine di Pago, Arbe, Veglia e Cherso. 
A Fiume gli orecchini vengono chiamati mori e in Istria morči, mentre a Castua račini morci e nel Gorski Kotar morčeki. Un singolo orecchino moretto viene indossato dai figli unici, dai marinai (sull'orecchio destro) e dai pescatori come talismano porta fortuna. Gli orecchini moretti hanno anche un significato legato allo status sociale e al potere economico, oltre che essere un simbolo di affiliazione ed appartenenza alla regione litoranea croata.
Un tempo i fiumani donavano i moretti come ex voto alle chiese in occasione delle feste patronali di San Vito, San Modesto e Santa Crescenzia. Nel tesoro della cattedrale di San Vito è conservata una corona d'argento del XIX secolo cesellata con 199 moretti e 43 rubini. Molti ex voto sono esposti nel convento francescano annesso al santuario della Madonna di Tersatto.

## Tipologie
Gli artigiani "morettisti" utilizzano i moretti per decorare principalmente orecchini e ciondoli, ma anche spille, anelli, fermacravatte o qualsiasi altro tipo di gioiello o monile, in innumerevoli versioni, da quelli economici con testa piccola con smalto bianco e nero, fino a gioielli costosi che sono decorati con pietre preziose (rubino o brillante), coralli e altri smalti preziosi.
Esistono anche due tipologie di moretto, che si distingue dal tipo di copricapo: quello con il turbante con la classica forma a cupola semicircolare viene detto "moretto turco", mentre se il turbante ha un pennacchio viene detto "moretto indiano".
A partire dagli anni 2000 è iniziata la diffusione di bigiotteria in molti negozi. Tali monili, realizzati spesso in plastica o vernici sintetiche che imitano lo smalto vitreo o altri materiali più economici, hanno portato il moretto ad essere un souvenir a buon mercato per i turisti.

## Nella cultura di massa

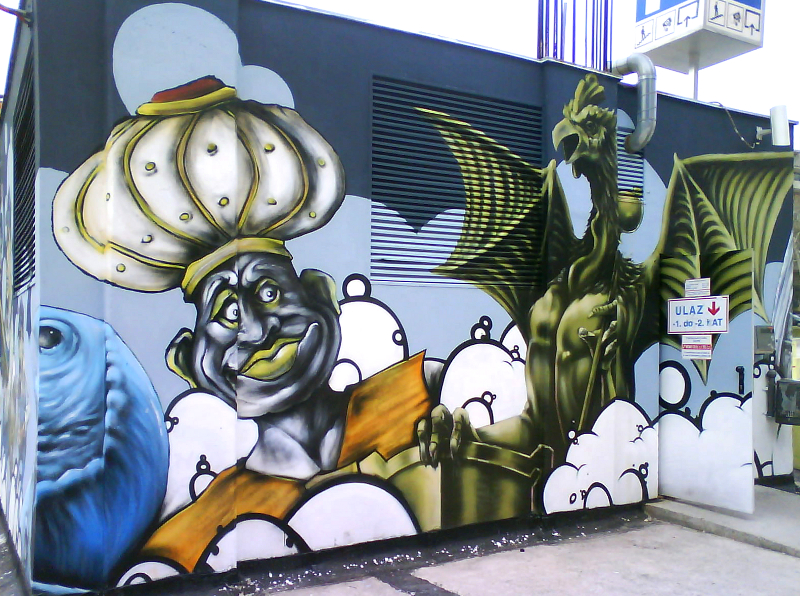
Il moretto in un graffito a Fiume

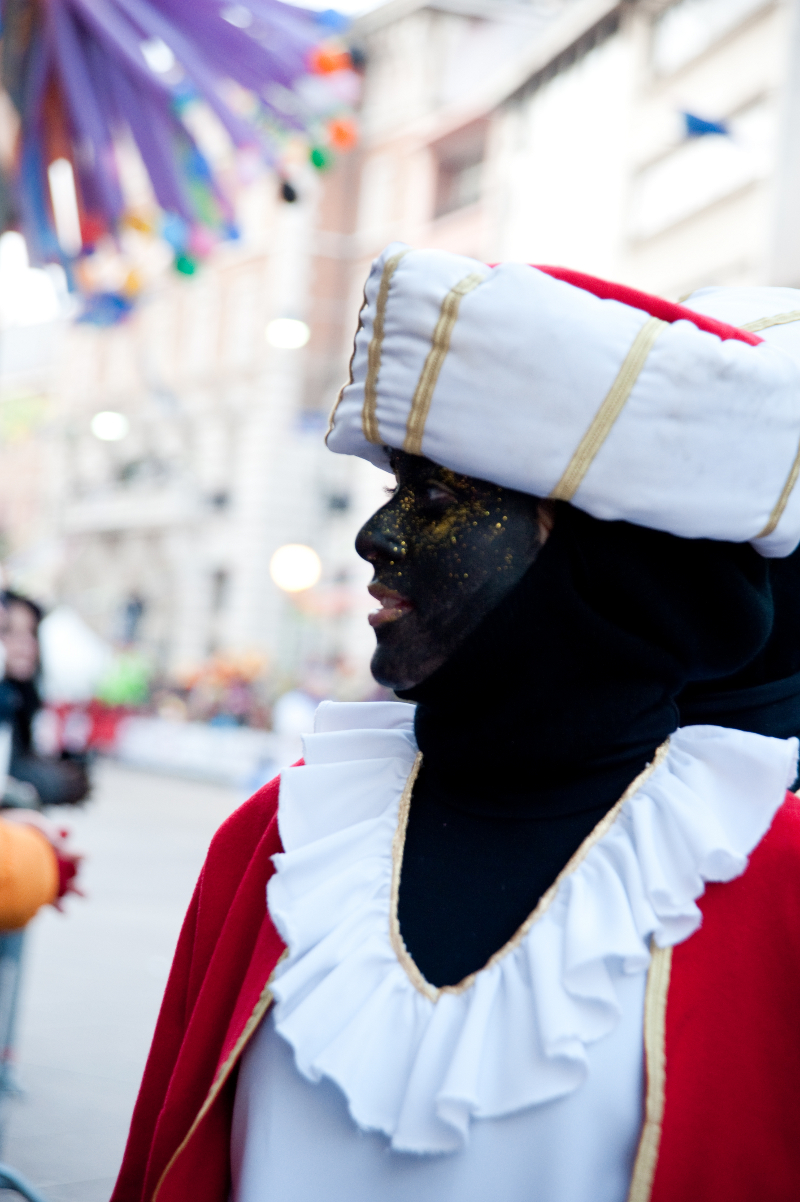
La maschera del moretto fiumano apre il carnevale di Fiume del 2010

Nella seconda metà del XIX secolo, le gioiellerie di Fiume diventarono famose per la produzione dei moretti che, grazie ai rapporti commerciali della città, si diffusero Regione della Lika e di Segna e anche in Bosnia, oltre che a Spalato, Zara e nelle isole settentrionali. A quel tempo, Paolo Scarpa e Agostino Gigante fondarono l'azienda Gigante & Co., considerato fino alla chiusura nel 1925 il più grande laboratorio orafo specializzato nella realizzazione dei moretti e che riscosse un notevole successo alle esposizioni universali di Vienna 1873 e Parigi 1878 e fu in seguito il luogo in cui si formarono molti famosi gioiellieri di Fiume, tra cui Tominich, Rollandi e Carlo Venanzi.
Dopo la seconda guerra mondiale la produzione dei moretti diminuì notevolmente, sia a causa dell'emigrazione dei gioiellieri italiani sia per il diminuito potere d'acquisto della popolazione, oltre che per le nuove mode. 
A seguito di un'indagine sull'identità cittadina, tuttavia, nel 1990 i cittadini di Fiume scelsero proprio il moretto come simbolo della città, riportandolo a nuova vita e ripristinando il significato storico dell'immagine. Nel 1991 il moretto venne scelto come maschera del carnevale di Fiume e come simbolo della città stessa. Il moretto è quindi tornato a partire dagli anni Novanta del Novecento nelle vetrine delle gioiellerie di Fiume.